# フラ・ミン (准将)
ウ・フラ・ミン（ビルマ語: ဦးလှမြင့် U Hla Myint）は、ミャンマーの軍人、政治家、外交官。元ヤンゴン市長、元在ブラジル兼アルゼンチン大使、元駐日ミャンマー大使。

## 経歴
1967年から1971年にかけて、ミャンマー国軍士官学校（DSA）で修学。2002年、准将として退役。
退役後は外交畑に転じて、2002年から2005年にかけて在ブラジル兼アルゼンチン大使を、2005年から2010年にかけて駐日大使を務めた。フラ・ミン准将が駐日大使在任中の2007年9月27日、ヤンゴンの反政府デモを取材中だった日本人ジャーナリスト長井健司が国軍の兵士から銃撃を受けて殺害されたが、同日深夜に木村仁外務副大臣がフラ・ミン大使を霞が関の外務省に呼び付け、両者の間で日本人ジャーナリスト銃撃事件について応答があった。
2011年4月、ミャンマーの旧首都で最大都市のヤンゴン市長を拝命。爾後、2016年4月にマウン・マウン・ソーが後任に任命されるまで市長を務め上げた。